# Chloroksylenol
Chloroksylenol (łac. chloroxylenolum) – wielofunkcyjny organiczny związek chemiczny, pochodna fenolu, stosowany jako środek odkażający.

## Mechanizm działania biologicznego
Chloroksylenol niszczy ścianę komórkową oraz inaktywuje enzymy wewnątrzkomórkowe. Ma silne właściwości bakteriobójcze wobec paciorkowców, słabsze wobec gronkowców i części bakterii Gram-ujemnych łącznie z Pseudomonas. Nie działa na przetrwalniki.

## Zastosowanie medyczne
- odkażanie skóry w przypadku rozcięć, ukąszeń, otarć oraz użądleń owadów[5]

Zgodnie z wytycznymi Światowej Organizacji Zdrowia
- dezyfekcja ran i innych uszkodzeń skóry (rozpuszczony w wodzie)
- dezyfekcja narzędzi chirurgicznych (rozpuszczony w alkoholu)

## Działania niepożądane
Chloroksylenol najczęściej może powodować następujące działania niepożądane u ponad 0,01% pacjentów: dystrofia skóry, pęknięcie skóry w miejscu podania, zapalenie skóry obwodowych części kończyn, wyprysk, wyprysk kontaktowy alergiczny, podrażnienie skóry, pieczenie skóry, łysienie, wysypka grudkowata, swędzenie, rumień, zmiana zabarwienia skóry oraz złuszczanie się naskórka.